# Serie A 1959-1960 (rugby a 15)
La serie A 1959-60 fu il 30º campionato nazionale italiano di rugby a 15 di prima divisione.
Si tenne dal 18 ottobre 1959 al 29 maggio 1960 tra 24 squadre ripartite in tre gironi da otto squadre ciascuno.
La squadra ultima classificata di ogni girone retrocesse in serie B.
A differenza dell'edizione 1958-59 non furono previsti turni a eliminazione: lo scudetto fu assegnato al termine di un girone unico di finale, cui accedettero 6 squadre, le prime due classificate per ciascuno dei tre gruppi.
Per la terza stagione consecutiva le Fiamme Oro di Padova si aggiudicarono il titolo; a retrocedere furono, singolarmente, tre gruppi sportivi universitari, il CUS Parma, il CUS Torino e il CUS Firenze.
Dalla stagione successiva, e fino alla metà degli anni sessanta, il massimo campionato prese il nome di Eccellenza.

## Squadre partecipanti

### Girone A
- Amatori Milano
- CUS Genova
- CUS Torino
- Fiamme Oro (Padova)
- Rugby Milano
- Diavoli Milano
- Monza
- Rho (sponsorizzata Giudici)

### Girone B
- Brescia
- CUS Parma
- Fiamme Oro (Firenze)
- Parma
- Petrarca (Padova)
- Rovigo
- Treviso
- Venezia

### Girone C
- L’Aquila
- X CoMiliTer (Napoli)
- CUS Firenze
- Frascati
- S.S. Lazio
- Livorno
- Partenope (Napoli)
- A.S. Roma

## Prima fase

### Girone A
|      | 1ª/8ª giornata          |      |
| ---- | ----------------------- | ---- |
| 11-3 | Amatori Milano - Monza  | 24-6 |
| 3-9  | CUS Genova - Milano     | 13-8 |
| 0-6  | Diavoli Milano - Rho    | 6-0  |
| 3-69 | CUS Torino - Fiamme Oro | 0-6  |
|      |                         |      |

|      | 4ª/11ª giornata             |      |
| ---- | --------------------------- | ---- |
| 6-22 | CUS Genova - Fiamme Oro     | 9-17 |
| 8-8  | Rho - Monza                 | 5-12 |
| 12-3 | Diavoli Milano - CUS Torino | 16-0 |
| 6-8  | Milano - Amatori Milano     | 6-3  |
|      |                             |      |

|      | 7ª/14ª giornata             |      |
| ---- | --------------------------- | ---- |
| 0-11 | CUS Genova - Amatori Milano | 6-14 |
| 0-3  | Milano - Rho                | 6-0  |
| 6-0  | Fiamme Oro - Diavoli Milano | 25-0 |
| 0-0  | CUS Torino - Monza          | 0-13 |

|      | 2ª/9ª giornata              |      |
| ---- | --------------------------- | ---- |
| 9-3  | Fiamme Oro - Amatori Milano | 24-6 |
| 9-0  | Rho - CUS Torino            | 3-3  |
| 9-16 | Diavoli Milano - CUS Genova | 6-6  |
| 8-0  | Milano - Monza              | 3-3  |
|      |                             |      |

|      | 5ª/12ª giornata             |      |
| ---- | --------------------------- | ---- |
| 3-0  | Fiamme Oro - Milano         | 61-6 |
| 26-3 | Amatori Milano - CUS Torino | 19-8 |
| 0-0  | CUS Genova - Rho            | 9-9  |
| 3-8  | Diavoli Milano - Monza      | 6-3  |

|      | 3ª/10ª giornata                 |      |
| ---- | ------------------------------- | ---- |
| 15-0 | Amatori Milano - Diavoli Milano | 39-3 |
| 6-8  | Monza - CUS Genova              | n.d. |
| 8-28 | CUS Torino - Milano             | 0-23 |
| 0-19 | Rho - Fiamme Oro                | 0-95 |
|      |                                 |      |

|      | 6ª/13ª giornata         |       |
| ---- | ----------------------- | ----- |
| 0-13 | Monza - Fiamme Oro      | 6-42  |
| 12-0 | Milano - Diavoli Milano | 6-3   |
| 3-11 | Rho - Amatori Milano    | 0-52  |
| 0-6  | CUS Torino - CUS Genova | 12-11 |

#### Classifica girone A
|               |    | Squadra        | G  | V  | N | P  | PF  | PS  | Pt |
| ------------- | -- | -------------- | -- | -- | - | -- | --- | --- | -- |
|               | 1. | Fiamme Oro     | 14 | 14 | 0 | 0  | 411 | 39  | 28 |
|               | 2. | Amatori Milano | 14 | 11 | 0 | 3  | 242 | 77  | 22 |
|               | 3. | Rugby Milano   | 14 | 8  | 1 | 5  | 121 | 108 | 17 |
|               | 4. | CUS Genova     | 14 | 4  | 3 | 7  | 93  | 129 | 11 |
|               | 5. | Rho            | 14 | 3  | 4 | 7  | 46  | 221 | 10 |
|               | 6. | Monza          | 14 | 3  | 3 | 8  | 68  | 137 | 9  |
|               | 7. | Diavoli Milano | 14 | 4  | 1 | 9  | 64  | 145 | 8  |
| Retrocessione | 8. | CUS Torino     | 14 | 1  | 2 | 11 | 40  | 241 | 3  |

### Girone B
|      | 1ª/8ª giornata              |      |
| ---- | --------------------------- | ---- |
| 47-0 | Petrarca - CUS Parma        | 39-0 |
| 12-3 | Parma - Brescia             | 13-0 |
| 3-6  | Treviso - Venezia           | 3-8  |
| 3-0  | Fiamme Oro Firenze - Rovigo | 3-17 |
|      |                             |      |

|      | 4ª/11ª giornata              |     |
| ---- | ---------------------------- | --- |
| 20-6 | Petrarca - Venezia           | 6-0 |
| 24-3 | Brescia - CUS Parma          | 6-0 |
| 6-3  | Rovigo - par                 | 3-5 |
| 3-0  | Treviso - Fiamme Oro Firenze | 3-3 |
|      |                              |     |

|     | 7ª/14ª giornata              |      |
| --- | ---------------------------- | ---- |
| 3-0 | Treviso - Rovigo             | 0-11 |
| 0-0 | Brescia - Fiamme Oro Firenze | 6-21 |
| 5-0 | Petrarca - Parma             | 0-3  |
| 0-3 | CUS Parma - Venezia          | 0-12 |

|      | 2ª/9ª giornata                |      |
| ---- | ----------------------------- | ---- |
| 0-0  | Venezia - Parma               | 0-3  |
| 3-0  | Fiamme Oro Firenze - Petrarca | 0-3  |
| 0-17 | Brescia - Rovigo              | 0-11 |
| 3-18 | CUS Parma - Treviso           | 0-42 |
|      |                               |      |

|      | 5ª/12ª giornata                |      |
| ---- | ------------------------------ | ---- |
| 0-9  | Venezia - Rovigo               | 3-17 |
| 8-6  | Parma - Treviso                | 8-10 |
| 16-0 | Fiamme Oro Firenze - CUS Parma | 12-0 |
| 0-14 | Brescia - Petrarca             | 3-19 |

|       | 3ª/10ª giornata              |      |
| ----- | ---------------------------- | ---- |
| 6-9   | Venezia - Fiamme Oro Firenze | 3-3  |
| 23-11 | Rovigo - Petrarca            | 3-0  |
| 3-22  | CUS Parma - Parma            | 0-36 |
| 13-6  | Treviso - Brescia            | 3-0  |
|       |                              |      |

|      | 6ª/13ª giornata            |      |
| ---- | -------------------------- | ---- |
| 6-6  | Petrarca - Treviso         | 0-6  |
| 0-0  | Parma - Fiamme Oro Firenze | 0-0  |
| 3-9  | Venezia - Brescia          | 11-3 |
| 55-0 | Rovigo - CUS Parma         | 88-3 |

#### Classifica girone B
|               |    | Squadra              | G  | V  | N | P  | PF  | PS  | Pt |
| ------------- | -- | -------------------- | -- | -- | - | -- | --- | --- | -- |
|               | 1. | Rovigo               | 14 | 11 | 0 | 3  | 260 | 34  | 22 |
|               | 2. | Parma                | 14 | 8  | 3 | 3  | 113 | 36  | 19 |
|               | 3. | Treviso              | 14 | 8  | 2 | 4  | 119 | 59  | 18 |
|               | 4. | Fiamme Oro (Firenze) | 14 | 6  | 5 | 3  | 73  | 41  | 17 |
|               | 5. | Petrarca             | 14 | 8  | 1 | 5  | 170 | 53  | 17 |
|               | 6. | Venezia              | 14 | 5  | 2 | 7  | 59  | 87  | 12 |
|               | 7. | Brescia              | 14 | 3  | 1 | 10 | 62  | 138 | 7  |
| Retrocessione | 8. | CUS Parma            | 14 | 0  | 0 | 14 | 12  | 420 | 0  |

### Girone C
|      | 1ª/8ª giornata          |      |
| ---- | ----------------------- | ---- |
| 3-11 | Livorno - Partenope     | 0-0  |
| 3-0  | Frascati - L'Aquila     | 3-17 |
| 3-6  | X Comiliter - A.S. Roma | 6-0  |
| 0-0  | Lazio - CUS Firenze     | 6-3  |
|      |                         |      |

|      | 4ª/11ª giornata           |      |
| ---- | ------------------------- | ---- |
| 14-0 | X Comiliter - CUS Firenze | 13-6 |
| 0-0  | L'Aquila - A.S. Roma      | 0-3  |
| 14-6 | Livorno - Frascati        | 6-8  |
| 3-20 | Lazio - Partenope         | 10-9 |
|      |                           |      |

|      | 7ª/14ª giornata        |      |
| ---- | ---------------------- | ---- |
| 3-8  | CUS Firenze - Livorno  | 3-30 |
| 14-3 | X Comiliter - Frascati | 6-0  |
| 11-9 | L'Aquila - Lazio       | 0-13 |
| 5-9  | A.S. Roma - Partenope  | 0-3  |

|      | 2ª/9ª giornata          |      |
| ---- | ----------------------- | ---- |
| 6-6  | L'Aquila - X Comiliter  | 0-5  |
| 9-3  | Partenope - CUS Firenze | 29-5 |
| 6-0  | A.S. Roma - Frascati    | 6-6  |
| 11-3 | Lazio - Livorno         | 0-11 |
|      |                         |      |

|      | 5ª/12ª giornata         |      |
| ---- | ----------------------- | ---- |
| 8-0  | Frascati - Lazio        | 0-0  |
| 3-0  | X Comiliter - Livorno   | 6-10 |
| 6-0  | A.S. Roma - CUS Firenze | 8-3  |
| 18-0 | Partenope - L'Aquila    | 5-13 |

|     | 3ª/10ª giornata        |      |
| --- | ---------------------- | ---- |
| 6-3 | CUS Firenze - L'Aquila | 3-18 |
| 0-0 | Livorno - A.S. Roma    | 3-3  |
| 0-6 | Frascati - par         | 0-44 |
| 3-3 | Lazio - X Comiliter    | 0-30 |
|     |                        |      |

|     | 6ª/13ª giornata         |      |
| --- | ----------------------- | ---- |
| 0-5 | CUS Firenze - Frascati  | 3-6  |
| 6-3 | Livorno - L'Aquila      | 3-12 |
| 3-3 | Partenope - X Comiliter | 12-6 |
| 3-0 | A.S. Roma - Lazio       | 8-3  |

#### Classifica girone C
|               |    | Squadra     | G  | V  | N | P  | PF  | PS  | Pt |
| ------------- | -- | ----------- | -- | -- | - | -- | --- | --- | -- |
|               | 1. | Partenope   | 14 | 10 | 2 | 2  | 178 | 51  | 22 |
|               | 2. | X CoMiliTer | 14 | 8  | 3 | 3  | 118 | 49  | 19 |
|               | 3. | A.S. Roma   | 14 | 7  | 4 | 3  | 54  | 36  | 18 |
|               | 4. | Livorno     | 14 | 5  | 3 | 6  | 86  | 80  | 13 |
|               | 5. | Frascati    | 14 | 5  | 2 | 7  | 48  | 122 | 12 |
|               | 6. | S.S. Lazio  | 14 | 3  | 4 | 7  | 58  | 109 | 11 |
|               | 7. | L’Aquila    | 14 | 4  | 2 | 8  | 69  | 97  | 10 |
| Retrocessione | 8. | CUS Firenze | 14 | 1  | 1 | 12 | 38  | 155 | 3  |

## Girone finale
|       | 1ª/6ª giornata          |      |
| ----- | ----------------------- | ---- |
| 11-10 | Amatori Milano - Rovigo | 3-30 |
| 6-6   | X Comiliter - Parma     | 9-20 |
| 3-6   | Fiamme Oro - Partenope  | 6-0  |
|       |                         |      |

|      | 4ª/9ª giornata               |       |
| ---- | ---------------------------- | ----- |
| 11-6 | X Comiliter - Amatori Milano | 25-19 |
| 5-11 | Fiamme Oro - Rovigo          | 3-0   |
| 30-0 | Partenope - Parma            | 11-5  |

|      | 2ª/7ª giornata           |      |
| ---- | ------------------------ | ---- |
| 11-3 | Amatori Milano - Parma   | 0-3  |
| 15-3 | Fiamme Oro - X Comiliter | 42-6 |
| 3-0  | Partenope - Rovigo       | 3-14 |
|      |                          |      |

|      | 5ª/10ª giornata            |       |
| ---- | -------------------------- | ----- |
| 20-3 | Rovigo - X Comiliter       | 23-9  |
| 16-3 | Amatori Milano - Partenope | 0-6   |
| 9-5  | Parma - Fiamme Oro         | 12-21 |

|      | 3ª/10ª giornata             |      |
| ---- | --------------------------- | ---- |
| 0-13 | Amatori Milano - Fiamme Oro | 0-11 |
| 16-3 | Rovigo - Parma              | 3-21 |
| 0-6  | X Comiliter - Partenope     | 25-3 |

### Classifica girone finale
|  |    | Squadra        | G  | V | N | P | PF  | PS  | Pt |
|  | -- | -------------- | -- | - | - | - | --- | --- | -- |
|  | 1. | Fiamme Oro     | 10 | 8 | 0 | 2 | 171 | 47  | 16 |
|  | 2. | Rovigo         | 10 | 6 | 0 | 4 | 127 | 64  | 12 |
|  | 3. | Partenope      | 10 | 5 | 0 | 5 | 71  | 116 | 10 |
|  | 4. | Parma          | 10 | 4 | 1 | 5 | 82  | 112 | 9  |
|  | 5. | X CoMiliTer    | 10 | 3 | 1 | 6 | 97  | 160 | 7  |
|  | 6. | Amatori Milano | 10 | 3 | 0 | 7 | 66  | 115 | 5  |

## Verdetti
- Fiamme Oro: campioni d'Italia
- CUS Torino, CUS Parma e CUS Firenze: retrocesse in serie B